# Liga Africana de Basquetebol
A Liga Africana de Basquetebol, ou Basketball Africa League (BAL) em inglês, é uma competição internacional de basquetebol masculino entre clubes da África. É coorgnizada pela National Basketball Association (NBA), dos Estados Unidos, e pela Federação Internacional de Basquetebol (FIBA).
A liga foi lancada em 2021. A BAL substituiu o campeonato de maior nível anterior, o Copa dos Campeões Africanos da FIBA. O torneio conta com 12 participantes, que são dividos em três grupos (chamados de conferências). Os play-offs são realizados no final da temporada. O Zamalek Sports Club, do Egito, foi o primeiro campeão da liga em 2021.
É a competição que indica o representante africano na Copa Intercontinental FIBA.
As quartas primeiras temporadas foram organizada em Ruanda. Equipes de mercados designados, inclui se classificam diretamente através de suas ligas nacionais, enquanto outras equipes disputam o Road to BAL [en], as fases de qualificação.

## Títulos por clube
| Clube          | Título(s) | vice(s) | Ano do(s) título(s) | Ano do(s) vice(s) |
| -------------- | --------- | ------- | ------------------- | ----------------- |
| Petro Atlético | 1         | 1       | 2024                | 2022              |
| US Monastir    | 1         | 1       | 2022                | 2021              |
| Zamalek        | 1         | 0       | 2021                |                   |
| Al-Ahly        | 1         | 0       | 2023                |                   |
| AS Douanes     | 0         | 1       |                     | 2023              |
| Al-Ahly Ly     | 0         | 1       |                     | 2024              |

## MVPs por edição
A partir da primeira edição, a liga premia o melhor jogador da temporada com o prêmio do MVP (o "jogador mais valioso"). 
| Temporada | Jogador                | Clube                        |
| --------- | ---------------------- | ---------------------------- |
| 2021      | Walter Hodge [en]      | Zamalek                      |
| 2022      | Michael Dixon Jr. [en] | Union Sportive Monastirienne |
| 2023      | Nuni Omot [en]         | Al-Ahly Sporting Club        |
| 2024      | Jo Lual-Acuil [en]     | Al-Ahly Ly SC                |